# Era Farnese
L'Era Farnese è una scultura marmorea del I secolo d.C. conservata presso il museo archeologico nazionale di Napoli.
Probabilmente si tratta di una copia romana da un originale bronzeo greco del V secolo a.C. di Policleto.
Facente parte di una statua colossale acrolitica, il busto mostra la dea Era con un'espressione severa in volto. Proprio questa caratteristica spinse i primi archeologi che la videro ad attribuirla ad Era, seppure più recentemente si è sollevata l'ipotesi che si trattasse di Artemide.
Entrata a far parte della collezione Farnese di Roma, la scultura fu trasferita a Napoli intorno al 1844 dall'archeologo tedesco Heinrich von Brunn.